# Gårdsförsäljning

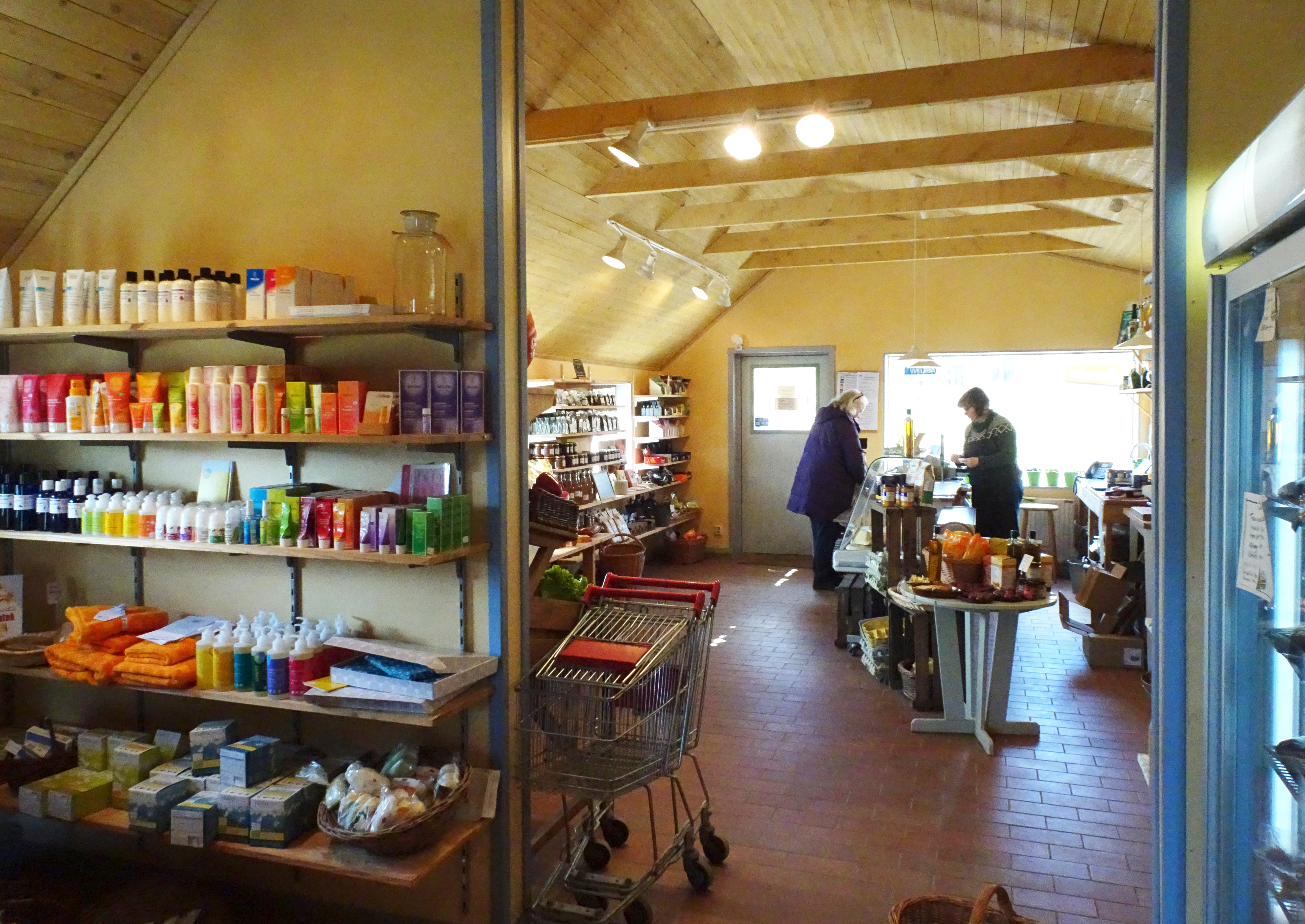
Gårdsbutik på Skillebyholm, Hölö socken.

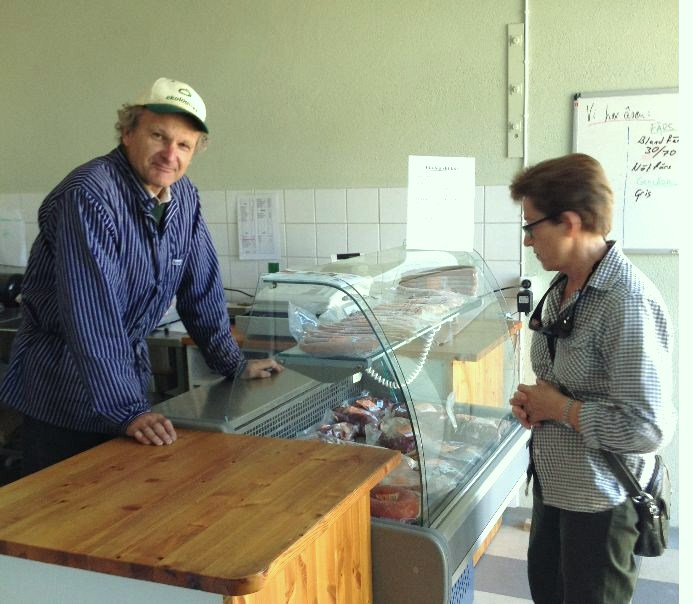
Gårdsförsäljning på Husa gård, Brottby.

Gårdsförsäljning är i Sverige ett begrepp som omfattar den verksamhet där en producent av livsmedel, grödor eller produkter från animalieproduktion kan försälja dessa i förädlat skick direkt till konsument. Försäljningen sker i regel i en gårdsbutik.

## Exempel på varor
- Ull (garn, tyger)
- Livsmedel
- Frukt
- Grönsaker
- Dryck

## Alkoholförsäljning i Sverige
Den 6 september 2007 fattade regeringen ett beslut om att en översyn av alkohollagen skulle göras. I detta uppdrag ingick att utredaren skulle "...analysera och utreda vilka konsekvenserna blir av en lagändring som innebär att tillverkare av spritdrycker, vin och starköl tillåts att på tillverkningsstället sälja egenproducerade drycker till konsumenter". Uppdraget skulle redovisas senast 30 december 2008.
Den 27 maj 2008 meddelade Systembolaget att lokalproducenter, efter särskild ansökan, från och med 1 juni 2008, har rätt att få lämna in sina varor till den fysiskt närmsta Systembolagsbutiken för försäljning, även om dessa produkter inte är en del av företagets ordinarie sortiment. Den 1 juni 2010 ändrades detta till att gälla de tre fysiskt närmsta butikerna. Detta har gynnat små producenter. Förr hade de svårt att få sälja direkt till konsument eftersom Systembolaget beslutade om inköp centralt och krävde viss volym räknat på hela landet. De hade dock kunnat sälja direkt till restauranger i några år, eftersom EU efter EU-inträdet fick igenom upphörande av allt alkoholmonopol utom butiker. Innan EU-inträdet fanns inte små producenter av alkoholdryck i Sverige.
Den 5 juni 2024 presenterade regeringen ett förslag om gårdsförsäljning av alkohol med planen att det skulle verkställas under första halvåret av 2025. Det handlar om småskalig försäljning och är utformat för att inte kunna konkurrera med Systembolagets ordinarie sortiment. EU-kommissionen gav klartecken för den nya lagen som trädde i kraft den 1 juni 2025. Lagen är förenad med flera krav som måste uppfyllas och som begränsar försäljningen. Ett av kraven är att försäljningen enbart får ske i samband med ett avgiftsbelagt arrangemang.